# Samsung Galaxy Tab 3 Lite 7.0
Samsung Galaxy Tab 3 Lite 7.0 là máy tính bảng 7-inch chạy hệ điều hành Android sản xuất và phân phối bởi Samsung Electronics. Nó thuộc dòng Samsung Galaxy Tab. Nó được công bố vào 16 tháng 1 năm 2014 và vẫn chưa được phát hành.

## Lịch sử
Galaxy Tab 3 Lite 7.0 được công bố vào 16 tháng 1 năm 2014. Nó chưa đưa ra thông số và giá.

## Tính năng
Galaxy Tab 3 Lite 7.0 phát hành với Android 4.2.2 Jelly Bean. Samsung tùy chỉnh với giao diện TouchWiz UX. Cùng với một số ứng dụng của Google, bao gồm Google Play, Gmail và YouTube, có quyền truy cập vào ứng dụng Samsung như ChatON, S Suggest, Smart Remote, S Voice, Group Play, và All Share Play.
Galaxy Tab 3 Lite 7.0 có sẵn bản WiFi và biến thể 3G & WiFi. Bộ nhớ chỉ 8 GB trên cả hai bản, với khe thẻ nhớ mở rộng microSD. Nó có màn hình 7-inch TFT LCD với độ phân giải 1.024x600 pixel, và chỉ có máy ảnh chính.